# 卡倫·克拉克
卡倫·克拉克（英語：Calum Clark；1989年6月10日—）是一位英格蘭橄欖球運動員。他是英格蘭國家橄欖球隊的一員，代表英格蘭參加了2014年橄欖球六國賽。